# Krysten Boogaard
Krysten Boogaard (Regina, 18 febbraio 1988) è un'ex cestista canadese.

## Carriera
Con il Canada ha disputato i Campionati mondiali del 2014.